# انفجار کارخانه مهمات‌سازی یرموک
|                           |
| محل کارخانه مهمات الیرموک |

در تاریخ ۲۳ اکتبر ۲۰۱۲ مقارن نیمه شب به وقت محلی (GMT ۲۱:۰۰) انفجاری در کارخانه مهمات‌سازی یرموک در جنوب شهر خارطوم پایتخت کشور سودان رخ داد. این کارخانه در سال ۱۹۹۹ میلادی ساخته شده بود. به گفتهٔ عبدالرحمان الخدیر فرماندار ایالت خارطوم، به احتمال زیاد این انفجار در انبار (تاسیسات) ذخیره‌سازی اصلی کارخانه به‌وقوع پیوسته‌است. بر اثر آتش‌سوزی به وجودآمده از این انفجار، دو نفر جان خود را از دست دادند و یک تن دیگر نیز زخمی‌شد. به گفتهٔ منابع مخالف دولت سودانف این کارخانه اسلحه و مهمات‌سازی متعلق به سپاه پاسداران جمهوری اسلامی ایران بوده‌است.
احمد بلال عثمان وزیر فرهنگ و اطلاع‌رسانی سودان، اسرائیل را مقصر این انفجار دانست و اعلام کرد انفجار در این کارخانه، بر اثر حمله هوایی چهار فروند جنگنده اسرائیلی به آن اتفاق افتاده‌است. وی مدعی شد، سودان چندین راکت منفجرنشده اسرائیلی را در این کارخانه کشف کرده‌است. برخی تحلیل‌گران معتقداند، سودان به عنوان یک مسیر قاچاق سلاح به نوار غزه که توسط شبه‌نظامیان حماس اداره می‌شود، مورد استفاده قرارمی‌گیرد.
به گزارش ساندی تایمز، این عملیات «به عنوان یک تمرین جنگی برای حمله قریب‌الوقوع به تاسیسات هسته‌ای ایران دیده می‌شود.»
کارشناسان نظامی پروژه نگهبان ماهواره‌ای در تجزیه و تحلیل‌های خود به این امر اشاره‌کردند که ممکن است در این عملیات نظامی احتمالی، یک محموله شامل ۴۰ کانتینر قابل حمل‌ونقل حاوی محموله‌ای بسیار خطرناک و حساس هدف حمله قرار گرفته باشد.

## واکنش‌ها
سودان: بلال عثمان اظهارداشت سودان «حق نشان دادن واکنش» برای پاسخ (حمله) به اسرائیل را دارد. سفیر سودان در سازمان ملل در این رابطه در شورای امنیت اقامه دعوا کرد. وی همچنین مدعی شد اسرائیل در سال‌های اخیر سه بار حریم هوایی این کشور را نقض کرده‌است. حدود سیصد نفر از مردم سودان در خارج از یک ساختمان دولتی شعار «م‍رگ بر اسرائیل» و «اسرائیل باید از نقشه حذف شود» سر دادند.

 اسرائیل: در تاریخ ۲۴ام نوامبر آموس گیلعاد یک مقام دفاعی اسرائیل، اظهارداشت «سودان یک دولت تروریستی خطرناک» است اما از تأیید دست داشتن اسرائیل در وقوع این انفجار خودداری کرد.

 ایران: دو فروند ناو جنگی ایرانی به سودان اعزام‌شدند که در ضمن آن فرماندهان ناوگان ایرانی با فرماندهان نیروی دریایی سودان ملاقات کردند.